# تاتسوي
تاتسوي (الاسم العلمي: Brassica rapa subsp. narinosa) أو (الاسم العلمي: Brassica rapa var. rosularis) هو ضرب آسيوي من الكرنب اللفتي يُزرع للحصول على الخضار. ويسمى أيضًا تات تشوي، وهو وثيق الصلة بالبوك تشوي الأكثر شهرة. أصبح هذا النبات شائعًا في المطبخ أمريكا الشمالية أيضًا، ويُزرع الآن في جميع أنحاء العالم.

## التسمية
يأتي الاسم من الكلمة الكانتونية (باللاتينية: taap3 coi3)، والتي تُترجم عادةً إلى تات سوي أو تات تشوي. ومع ذلك، فإن موطنها الطبيعي ليس حيث يُتحدث باللغة الكانتونية ولكن على ضفاف نهر يانغتسي، حيث يُطلق عليها اسم ثاق-خو-تشي أو واتاكي ). استعار الماندرين الاسم السابق وهو tākēcài . ويطلق عليه أيضًا اسم «الملفوف الصيني المسطح»، أو « الملفوف الصيني الوردي»، أو الخردل عريض المنقار»، الخردل الملعقة»، أو خردل السبانخ».

## الوصف
يحتوي النبات على أوراق خضراء داكنة على شكل ملعقة تشكل وردة سميكة. يتميز بملمس كريمي ناعم ونكهة رقيقة ومميزة.

### الزراعة
يمكن زراعته إلى حجم قابل للحصاد خلال 45-50 يومًا، ويمكنه تحمل درجات حرارة تصل إلى -10 درجة مئوية. ويمكن حتى حصاد تاتسوي من تحت الثلج.
- عدد الأيام لبلوغها: 45
- متى يجب زرعها
  - الخارج: في أقرب وقت يمكن أن تعمل فيه التربة. زراعة مرة أخرى في أواخر الصيف أو الخريف.
  - الداخل: زرع مباشرة في الهواء الطلق.
- عمق البذور: 1/4" إلى 1/2"
- مسافة م بين البذور: 6"
- مسافة الصف: 18"
- عدد الأيام للظهور: 5 - 15
- التخفيف: عندما يكون طوله 4 بوصات، ويتخفف بينهما 6 بوصات.

## القيمة الغذائية
تحتوي تاتسوي على مستويات عالية من فيتامين سي، أشباه الكاروتينات، حمض الفوليك، الكالسيوم والبوتاسيوم.

## الطبخ
يُستخدم تاتسوي في تحضير البيستو والسلطات والأطباق المقلية وتزيين الحساء. وفقًا لموقع Food52، «يعتبر تاتسوي من الخضراوات متعددة الاستخدامات، فهو مناسب للتقديم نيئًا أو مطبوخًا قليلًا. لتسهيل الأمر، ما عليك سوى استخدام تاتسوي في أي مكان تستخدم فيه السبانخ. قم بطهيها على البخار أو اقليها قليلاً، أو ذبل الأوراق مع صلصة دافئة، أو أضفها إلى الحساء في نهاية الطهي.»
الأوراق تشبه أوراق الخس الروماني، بينما طعم السيقان يشبه قليلاً الخيار، مع مرارة خفيفة. الأوراق والساق الداخلية طرية، أما الساق الخارجية فعادة ما يتم التخلص منها. الطريقة التقليدية لطهيها هي قلي الأوراق والسيقان. يمكن أيضًا تخليلها.

## الملاحظات
1. ↑  «الخضار المتدلية»
2. ↑  tat soi
3. ↑  tat choy
4. ↑  (باللاتينية: thaq-khu-tshe)  - 塌棵菜
5. ↑   (باللاتينية: wūtācài) (乌塌菜 «الخضار المتدلية الداكنة»